# Paralacydes avola
Paralacydes avola là một loài bướm đêm thuộc phân họ Arctiinae, họ Erebidae.